# Provincia di Passoré
La provincia di Passoré è una delle 45 province del Burkina Faso, situata nella Regione del Nord. Il capoluogo è Yako.

## Struttura della provincia
La provincia di Passoré comprende 9 dipartimenti, di cui 1 città e 8 comuni:

### Città
- Yako

### Comuni
- Arbolé
- Bagaré
- Bokin
- Gomponsom
- Kirsi
- Lâ-Todin
- Pilimpikou
- Samba